# Moufida Tlatli
Moufida Tlatli (àrab: مفيدة التلاتلي, Mufīda at-Tlātlī; Sidi Bou Said, 4 d'agost de 1947 - Tunis, 7 de febrer de 2021) va ser una directora de cinema tunisiana. Va ser la primera dona àrab a dirigir un llargmetratge complet (Samt el qusur) al món àrab.

## Biografia
Va néixer en Sidi Bou Saïd, suburbi de la capital, Tunis, en 1947. Va dir que va descobrir el seu amor pel cinema amb l'ajuda de la seva professora de filosofia. Després de graduar-se en el Institut des hautes études cinématographiques (IDHEC) en 1968, va tornar a Tunísia, on va treballar com a editora per a diferents pel·lícules tunisianes.
Ha editat algunes de les pel·lícules més importants del cinema àrab, com Omar Gatlato de Merzak Allouache, Nahla de Farouk Belloufa, La Mémoire fertile de Michel Khleifi i Halfaouine asfour stah de Férid Boughedir.
Va dirigir el seu primer llargmetratge, Samt el qusur, el 1994. La pel·lícula va ser aclamada per la crítica i va guanyar diversos premis: La Càmera d'Or del Festival de Canes, el Tanit d'or de Cartago, el Trofeu Sutherland del British Film Institute Awards, el Premi Internacional de la Crítica del Festival Internacional de Cinema de Toronto i la Tulipa d'Or del Festival Internacional de Cinema d'Istanbul. La seva segona pel·lícula, La Saison des hommes, es va projectar en la secció Un certain regard al 53è Festival Internacional de Cinema de Canes.
Després de la caiguda del president Zine El Abidine Ben Ali en 2011, Tlatli va ser nomenada Ministra de Cultura en el govern provisional. Va morir de COVID el 7 de febrer de 2021 als 73 anys. Estava casada amb Mohamed Tlatli, i tenia una filla Selima Chaffai i un fill, Walid, i cinc nets.

## Filmografia

### Com a muntatgista
| Any  | Títol                   | Referència    |
| ---- | ----------------------- | ------------- |
| 2004 | Nadia et Sarra          | [ 8 ]         |
| 2000 | La Saison des hommes    | [ 8 ]         |
| 1994 | Samt el qusur           | [ 8 ]         |
| 1994 | Habiba Msika            | [ 9 ]         |
| 1990 | Halfaouine asfour stah  | [ 8 ]         |
| 1990 | Cantique des pierres    | [ 10 ] [ 8 ]  |
| 1989 | Layla, ma raison        | [ 8 ]         |
| 1988 | Sama                    | [ 8 ]         |
| 1987 | Caméra arabe            | [ 8 ]         |
| 1986 | Arab                    | [ 11 ]        |
| 1984 | El Haimoune             | [ 8 ]         |
| 1983 | Traversées              | [ 12 ]        |
| 1982 | Dhil al ardh            | [ 11 ] [ 12 ] |
| 1980 | Aziza                   | [ 11 ] [ 12 ] |
| 1979 | Nahla                   | [ 8 ]         |
| 1978 | Un ballon et des rêves  | [ 11 ]        |
| 1977 | Omar Gatlato            | [ 11 ]        |
| 1975 | Fatma 75                | [ 11 ] [ 12 ] |
| 1974 | Victoire d'un peuple    | [ 13 ]        |
| 1974 | Sejnane                 | [ 12 ]        |
| 1972 | In The Land of Trannani | [ 11 ]        |

### Com a directora
| Any  | Títol                | Notes                      |
| ---- | -------------------- | -------------------------- |
| 2004 | Nadia and Sarra      | [ 8 ]                      |
| 2000 | La Saison des hommes | [ 8 ] [ 14 ] [ 15 ] [ 16 ] |
| 1994 | Samt el qusur        | [ 8 ] [ 17 ] [ 18 ]        |

### Com a guionista
| Any  | Títol                | Notes        |
| ---- | -------------------- | ------------ |
| 2004 | Nadia et Sarra       | [ 8 ]        |
| 2000 | La Saison des hommes | [ 10 ] [ 8 ] |
| 1994 | Samt el qusur        | [ 8 ]        |